# Cassia fikifiki
Espèce
Statut de conservation UICN

 EN B1+2c : En danger
Cassia fikifiki est une espèce de plantes à fleurs de la famille des Fabaceae.

## Publication originale
- Bulletin de la Société Botanique de France 104: 496. 1958.